# Akebono (tàu khu trục Nhật) (1930)
Akebono (tiếng Nhật: 曙) là một tàu khu trục hạng nhất của Hải quân Đế quốc Nhật Bản, thuộc lớp Fubuki bao gồm hai mươi bốn chiếc, được chế tạo sau khi Chiến tranh Thế giới thứ nhất kết thúc. Khi được đưa vào hoạt động, những con tàu này là những tàu khu trục mạnh mẽ nhất thế giới. Chúng phục vụ như những tàu khu trục hàng đầu trong những năm 1930, và tiếp tục là những vũ khí lợi hại trong cuộc Chiến tranh Thái Bình Dương. Akebono là một cựu binh từng tham gia một số trận chiến trong những năm đầu của chiến tranh trước khi bị không kích đánh chìm tại Cavite, Philippines, vào ngày 14 tháng 11 năm 1944 trong Chiến tranh Thế giới thứ hai.

## Thiết kế và chế tạo
Việc chế tạo lớp tàu khu trục Fubuki tiên tiến được chấp thuận vào năm tài chính 1923 như một phần của chương trình có tham vọng cung cấp cho Hải quân Đế quốc Nhật Bản một ưu thế về chất lượng so với những tàu chiến hiện đại nhất của thế giới. Khả năng thể hiện của lớp Fubuki là một bước nhảy vọt so với các thiết kế tàu khu trục trước đó, nên chúng được gọi là các"tàu khu trục đặc biệt"(tiếng Nhật: 特型 - Tokugata). Kích thước lớn, động cơ mạnh mẽ, tốc độ cao, bán kính hoạt động lớn và vũ khí trang bị mạnh chưa từng có khiến cho các tàu khu trục này có được hỏa lực tương đương nhiều tàu tuần dương hạng nhẹ của hải quân các nước khác. Akebono, được chế tạo tại hãng đóng tàu Fujinagata Shipyards tại Osaka, là chiếc thứ tám của một loạt tàu được cải tiến, bao gồm kiểu tháp pháo có thể nâng các khẩu pháo chính 127 mm (5 inch)/50 caliber Kiểu 3 lên một góc 75° so với nguyên thủy 40°, cho phép sử dụng chúng như pháo lưỡng dụng có thể chống lại máy bay.
Akebono được đặt lườn vào ngày 25 tháng 10 năm 1929. Nó được hạ thủy vào ngày 7 tháng 11 năm 1930 và đưa ra hoạt động vào ngày 31 tháng 7 năm 1931. Nguyên được dự định mang số hiệu đơn giản là"Tàu khu trục số 52", nó được hoàn tất dưới tên gọi Akebono.

## Lịch sử hoạt động
Khi hoàn tất, Akebono được phân về Hải đội Khu trục 7 thuộc Hạm đội 2 Hải quân Đế quốc Nhật Bản. Trong cuộc Chiến tranh Trung-Nhật, từ năm 1937, Akebono hỗ trợ cho các cuộc đổ bộ lực lượng Nhật Bản lên Thượng Hải và Hàng Châu. Từ năm 1940, nó được phân công tuần tra dọc theo bờ biển và hỗ trợ cho việc đổ bộ lên miền Nam Trung Quốc, và sau đó là việc chiếm đóng Đông Dương thuộc Pháp.
Vào lúc xảy ra cuộc tấn công Trân Châu Cảng, Akebono được phân về Hải đội Khu trục 7 thuộc Không hạm đội 1 Hải quân Đế quốc Nhật Bản, nhưng đã không thể tham gia cuộc tấn công do một chân vịt bị hư hại, và được giữ lại làm lực lượng dự bị tại vùng biển Nội địa như một tàu bảo vệ.
Công việc sửa chữa hoàn tất vào giữa tháng 1 năm 1942, và Akebono nằm trong thành phần hộ tống cho các tàu sân bay Hiryū và Sōryū trong cuộc không kích xuống Ambon. Sau đó nó nằm trong thành phần hộ tống cho các tàu tuần dương Nachi và Haguro trong cuộc tấn công của lực lượng Nhật Bản nhằm chiếm đóng Đông Ấn thuộc Hà Lan. Vào ngày 1 tháng 3, trong trận chiến biển Java Sea, Akebono đã trợ giúp vào việc đánh chìm HMS Exeter, HMS Encounter và USS Pope. Nó quay trở về xưởng hải quân Yokosuka để sửa chữa vào cuối tháng 3.
Vào cuối tháng 4, Akebono hộ tống cho các tàu tuần dương Myōkō và Haguro đến Truk, rồi sau đó gia nhập lực lượng của Đô đốc Takeo Takagi tham gia Trận chiến biển Coral. Vào cuối tháng 5, nó hộ tống tàu sân bay Zuikaku từ Truk quay trở về xưởng hải quân Kure.
Trong thời gian diễn ra trận Midway vào đầu tháng 6, Akebono tham gia lực lượng tấn công cảng Dutch, Alaska trong Chiến dịch quần đảo Aleut, rồi quay trở về Yokosuka vào đầu tháng 7. Ngày 14 tháng 7, Akebono được điều về Hạm đội Liên hợp, và đã hộ tống thiết giáp hạm Yamato và tàu sân bay Taiyō trong trận chiến Đông Solomon vào ngày 24 tháng 8. Akebono tiếp tục tháp tùng Taiyō cho đến tháng 9, rồi cho tàu sân bay Unyō từ tháng 10 năm 1942 đến tháng 2 năm 1943. Cho đến hết năm 1943, Akebono tiếp tục phục vụ như là tàu hộ tống cho Unyō, Taiyō, Ryūhō, Zuihō hoặc Junyō trong nhiều hoạt động khác nhau khắp Thái Bình Dương, ngoại trừ một giai đoạn trong tháng 12 khi nó được phân công một số chuyến đi vận chuyển"Tốc hành Tokyo"tại khu vực quần đảo Solomon.
Vào ngày 1 tháng 1 năm 1944, Akebono được phân về Hạm đội 5 Hải quân Đế quốc Nhật Bản. Vào ngày 14 tháng 1, nó đã vớt 89 người sống sót từ tàu khu trục chị em Sazanami trên đường đi đến Truk. Quay trở về Yokosuka vào ngày 25 tháng 1 để sửa chữa và tái trang bị, sau đó nó được điều về Quân khu Bảo vệ Ōminato và thực hiện việc tuần tra tại các vùng biển phía Bắc cho đến tháng 10. Tuy nhiên, do hoàn cảnh tồi tệ cho phía Nhật Bản tại Philippine, trong trận chiến vịnh Leyte nó được tái bố trí vào Lực lượng nghi binh của Đô đốc Kiyohide Shima tham gia trận chiến eo biển Surigao vào ngày 24 tháng 10. Ngày hôm sau, Akebono vớt khoảng 700 người sống sót từ chiếc tàu tuần dương hạng nặng Mogami đã bị hư hại nặng, rồi sau đó đánh chìm nó bằng một quả ngư lôi.
Ngày 13 tháng 11 năm 1944, trong khi cùng với tàu khu trục Akishimo neo đậu tại Cavite gần Manila, Akebono bị máy bay Không lực Mỹ tấn công. Những quả bom ném trúng đích khiến cả hai bốc cháy; vào ngày hôm sau, một vụ nổ trên chiếc Akishimo đã làm thủng một lỗ trên lườn tàu Akebono, khiến nó chìm thẳng đứng tại vùng nước nông, ở tọa độ 14°35′B 120°55′Đ / 14,583°B 120,917°Đ, cùng làm 48 thành viên thủy thủ đoàn thiệt mạng và 43 người khác bị thương.
Ngày 10 tháng 1 năm 1945, Akebono được rút khỏi danh sách Đăng bạ Hải quân.

## Danh sách thuyền trưởng
- Thiếu tá Sakan Itagaki (sĩ quan trang bị trưởng): 1 tháng 2 năm 1931 - 31 tháng 7 năm 1931
- Thiếu tá Sakan Itagaki: 31 tháng 7 năm 1931 - 1 tháng 11 năm1934; thăng Trung tá 1 tháng 12 năm 1931
- Trung tá Ko Nakagawa: 1 tháng 11 năm 1934 - 15 tháng 11 năm 1934
- Trung tá Torazo Kozai: 15 tháng 11 năm 1934 - 1 tháng 12 năm 1936
- Thiếu tá Yoshishige Amaya: 1 tháng 12 năm 1936 - 15 tháng 12 năm 1938; thăng Trung tá 1 tháng 12 năm 1937
- Trung tá Kameshirou Takahashi: 15 tháng 12 năm 1938 - 15 tháng 11 năm 1939
- Thiếu tá Itsurou Shimizu: 15 tháng 11 năm 1939 - 25 tháng 7 năm 1941
- Thiếu tá Minoru Nakagawa: 25 tháng 7 năm 1941 - 20 tháng 10 năm 1942
- Thiếu tá Kouhei Hanami: 20 tháng 10 năm 1942 - 18 tháng 5 năm 1943
- Thiếu tá Ietaka Inuzuka: 18 tháng 5 năm 1943 - 16 tháng 10 năm 1944; thăng Trung tá 1 tháng 8 năm 1943
- Thiếu tá Shiro Yoda: 16 tháng 10 năm 1944 - 14 tháng 11 năm 1944